# Henricus Reijnen
Henricus Jacobus Reijnen O.P. (Nijmegen, 1836 - Pietermaai, 1887) was een Nederlands geestelijke van de Rooms-Katholieke Kerk.
Reijnen trad in in de orde der dominicanen; zijn kloosternaam was Ceslaus. Zijn priesterwijding vond plaats in 1863. 
In 1886 werd Reijnen benoemd tot apostolisch vicaris van Curaçao en titulair bisschop van Assura. Zijn bisschopswijding vond plaats op 12 december 1886. Hij vervulde dit ambt slechts enkele maanden, namelijk tot zijn overlijden op 10 mei 1887.